# 片岡建
片岡 建（かたおか けん、1947年1月23日 - ）は、神奈川県横浜市神奈川区釜利谷町出身の元プロ野球選手（投手）。

## 来歴・人物
横浜商業高校では、エースとして1964年の夏の甲子園神奈川県予選の準決勝に進出するが、鎌倉学園の林千代作中堅手に本塁打を喫し敗退。
高校卒業後は、神奈川大学へ進学。神奈川五大学野球リーグでは3度の優勝に貢献。1966年の全日本大学野球選手権大会では準決勝に進出するが、延長11回、日大に敗れた。大学同期に村越稔捕手がいる。1968年には秋季にリーグ最優秀選手となり、明治維新百年記念明治神宮野球大会に神奈川五大学選抜チームの一員として出場。1回戦で久玉清人をリリーフし、村越とバッテリーを組んで登板するが、関西六大学選抜に敗退した。
大学卒業後は、社会人野球のリッカーミシンへ入団。1969年の都市対抗に出場し1勝をあげる。
1969年のプロ野球ドラフト会議で東映フライヤーズから1位指名を受け、翌年の都市対抗後に入団。1971年には24試合に登板するが、その後はあまり登板機会に恵まれず、1975年限りで引退。直球に威力があり、シュートとカーブを武器にした。
引退後は、球団職員となる。

## 詳細情報

### 年度別投手成績
| 年 度     | 球 団     | 登 板 | 先 発 | 完 投 | 完 封 | 無 四 球 | 勝 利 | 敗 戦 | セ 丨 ブ | ホ 丨 ル ド | 勝 率 | 打 者 | 投 球 回 | 被 安 打 | 被 本 塁 打 | 与 四 球 | 敬 遠 | 与 死 球 | 奪 三 振 | 暴 投 | ボ 丨 ク | 失 点 | 自 責 点 | 防 御 率 | W H I P |
| --------- | --------- | ----- | ----- | ----- | ----- | -------- | ----- | ----- | -------- | ----------- | ----- | ----- | -------- | -------- | ----------- | -------- | ----- | -------- | -------- | ----- | -------- | ----- | -------- | -------- | ------- |
| 1970      | 東映      | 2     | 0     | 0     | 0     | 0        | 0     | 0     | --       | --          | ----  | 8     | 2.0      | 2        | 0           | 1        | 0     | 0        | 1        | 0     | 0        | 2     | 2        | 9.00     | 1.50    |
| 1971      | 東映      | 24    | 2     | 0     | 0     | 0        | 0     | 1     | --       | --          | .000  | 179   | 42.0     | 50       | 5           | 10       | 0     | 2        | 8        | 0     | 0        | 19    | 18       | 3.86     | 1.43    |
| 1972      | 東映      | 7     | 0     | 0     | 0     | 0        | 0     | 0     | --       | --          | ----  | 64    | 15.0     | 11       | 2           | 11       | 0     | 0        | 4        | 1     | 0        | 10    | 7        | 4.20     | 1.47    |
| 通算：3年 | 通算：3年 | 33    | 2     | 0     | 0     | 0        | 0     | 1     | --       | --          | .000  | 251   | 59.0     | 63       | 7           | 22       | 0     | 2        | 13       | 1     | 0        | 31    | 27       | 4.12     | 1.44    |

### 記録
- 初登板：1970年7月30日、対近鉄バファローズ14回戦（明治神宮野球場）、9回表から4番手で救援登板・完了、1回2失点
- 初先発登板：1971年4月11日、対西鉄ライオンズ3回戦（平和台球場）、3回1/3を3失点で勝敗つかず

### 背番号
- 12 （1970年 - 1973年）
- 55 （1974年 - 1975年）